# Volta a Llombardia 1909
La Volta a Llombardia 1909 fou la 5a edició de la Volta a Llombardia. Aquesta cursa ciclista organitzada per La Gazzetta dello Sport es va disputar el 7 de novembre de 1909 amb sortida a Milà i arribada a Sesto San Giovanni després d'un recorregut de 193 km. La prova presenta un rècord de participació: s'inscriuen 415 corredors, es presenten a la sortida 355 i n'arriben a meta 293.

La competició fou guanyada per l'italià Giovanni Cuniolo, de l'equip Rudge Whitworth-Pirelli, per davant dels francesos de l'equip Alcyon-Dunlop Omer Beaugendre i Louis Trousselier.

## Desenvolupament
Els primers quilòmetres es fan amb fred i boira, ja que la sortida és a les 7:15 del matí. Per Varese (km. 60) van al capdavant Faber, Brocco, Garrigou, Trousselier, Lignon, Bruschera, Ganna, Galetti, Danesi i Cuniolo. Abans d'arribar a Como abandona el guanyador de l'any anterior, Faber, per indisposició. Per Como passen Cuniolo i Trousselier tallats però en Bèrgam ja formen part del grup principal de més de 50 corredors. Masselis, Ménager i Bruschera perden tota opció de victòria per punxades.
Els primers a llençar l'esprint final són Brocco, Lorgeou i Lignon però ho fan massa aviat en estar mal senyalitzat el darrer quilòmetre i són superats per Cuniolo que guanya la prova. Darrere seu arriba un grup molt nombrós que fa impossible la classificació dels corredors per part dels comissaris. Per això, la sisena posició final s'atorga ex-aqueo a més de vint participants.

### Classificació general
|   | Ciclista          | Equip                   | Temps      |
| - | ----------------- | ----------------------- | ---------- |
| 1 | Giovanni Cuniolo  | Rudge Whitworth-Pirelli | 6h 13' 21" |
| 2 | Omer Beaugendre   | Alcyon-Dunlop           | m. t.      |
| 3 | Louis Trousselier | Alcyon-Dunlop           | m. t.      |
| 4 | Octave Lapize     | Biguet-Dunlop           | m. t.      |
| 5 | Alfredo Tibiletti | Individual              | m. t.      |